# Говіндараджа I
Говіндараджа I (гінді गोविंदराज प्रथम; д/н — 836) — нріпа Сакамбхарі 809—836 роках. Він також відомий як Гувака I (Гувака є просторічним варіантом імені Говінда).

## Життєпис
Походив з династії Чаухан. Син Дурлабхараджи I. Посів трон 809 року. Підтвердив свою залежність від Гуджара-Пратіхарів. У складі військ магараджахіраджи Нагабхати II відзначився у війнах проти імперії Пала та Раштракутів.
За його панування було розпочато будівництво храму Харшанатха, присвяченого сімейному божеству династії. Це, на думку дослідників, свідчення про посилення політичної та економічної ваги держави Сакамбхарі серед інших васалів Гуджара-Пратіхарів.
Помер 836 року. Йому спадкував син Чандрараджа II.